# Аксаитово
Аксаитово (баш. Аҡсәйет) — село в Татышлинском районе Башкортостана, административный центр Аксаитовского сельсовета.

## Географическое положение
Расстояние до:
- районного центра (Верхние Татышлы): 21 км,
- ближайшей ж/д станции (Куеда): 7 км.

## История
Основано башкирами из рода Иректы в середине XVIII века. По указу Уфимской провинциальной канцелярии 1747 здесь поселились ясачные татары, позже перешедшие в сословие тептярей. В годы Крестьянской войны 1773—1775 гг. из числа жителей этой деревни, принадлежавшей Иректинской волости, были пугачёвцы.
1834 году в селе проживали 283 башкира (136 мужчин и 147 женщин), ещё в 4-х дворах — 42 тептяря (22 мужчины и 20 женщин).
Мечеть известна с начала XIX века. В 70-х годах того же столетия в 90-дворном поселении действовали 2 «училища», то есть 2 школы-мектебе при мечети.

## Население
| 1865 | 1920  | 1939  | 1959  | 1989 | 2002 | 2009 |
| ---- | ----- | ----- | ----- | ---- | ---- | ---- |
| 503  | ↗1454 | ↘1292 | ↘1220 | ↘809 | ↘793 | ↘785 |
| 2010 |       |       |       |      |      |      |
| ↗794 |       |       |       |      |      |      |

Национальный состав
Согласно переписи 2002 года, преобладающая национальность — башкиры (97 %). Однако в публикациях СМИ неоднократно отмечалось преобладание татарского населения.
В быту разговаривают на бирском говоре казанского диалекта татарского языка.

## Религия
В селе есть мечеть.

## Известные уроженцы
- Фатхетдинов, Салават Закиевич (род. 10 января 1960) — популярный эстрадный певец, Заслуженный артист Республики Татарстан (1991), Народный артист Республики Татарстан (1995), Заслуженный артист Российской Федерации (2005), Заслуженный артист Республики Башкортостан (2010)[19].